# استوارت یانگ
استوارت یانگ (انگلیسی: Stuart Young؛ زادهٔ ۱۶ دسامبر ۱۹۷۲) بازیکن فوتبال اهل بریتانیا است.
از باشگاه‌هایی که در آن بازی کرده‌است می‌توان به باشگاه فوتبال آرسنال، باشگاه فوتبال هال سیتی، باشگاه فوتبال نورث‌همپتون تاون، باشگاه فوتبال اسکانتورپ یونایتد، باشگاه فوتبال هوم یونایتد، و باشگاه فوتبال پرث گلوری اشاره کرد.